# Мулдаккуль
Мулдаккуль (Мулдак; башк. Мулдаҡ күл); місцева назва — Тозлокуль (башк. Тоҙлокүл — «солоне озеро») — солоне безстічне озеро в Абзеліловському районі Башкортостану. Поруч розташоване селище Озерне, гора Мулдак-тау. За 15 км на захід — Магнітогорськ.
Мулдак розташований на вододілі річок Янгелька і Малий Кизил.
На пологих берегах озера ростуть солелюбні рідкісні рослини: солонець, безкільниця, водяний перець, перстач гусячий, солонець європейський, очерет. Ліс рідкий через велику кількість солі.
У деяких місцях по берегах і на дні є великі запаси солоних цілющих чорних грязей, що використовуються санаторіями Башкортостану (на основі цих грязей відкрито санаторій «Яктикуль»).
Озеро карстове, утворене в породах карбону (вапняки з прошарками аргілітів); улоговина округла, витягнута з півночі на південь, симетрична; дно мулувате.
Озеро безстічне, містить мінеральні грязі (обсяг — 1 млн т). Живлення мішане. Вода гірко-солона, хлоридно-магнієва (12,6 г/л). Озеро мезотрофне. Береги пологі, складені піском.
Ландшафти — типчаково-ковилові степи.

## Дані водного реєстру
За даними геоінформаційної системи водогосподарського районування території РФ, підготовленої Федеральним агентством водних ресурсів:
- Код водного об'єкта 12010000311112200000568
- Код за гідрологічною вивченістю 212200056
- Код басейну — 01.05.00.001
- Номер тому за ГИ 12
- Випуск за ГИ 2